# Campionati europei di sollevamento pesi 2022
I Campionati europei di sollevamento pesi 2022, 102ª edizione maschile e 34ª femminile della manifestazione, si sono svolti dal 28 maggio al 5 giugno a Tirana, in Albania al Parco Olimpico Feti Borova. Vi hanno partecipato 144 atleti in rappresentanza di 34 nazioni e 145 atlete provenienti da 37 nazioni.
L'evento era stato inizialmente programmato a Sofia, in Bulgaria, ma venne cambiato a causa di una disputa tra le due federazioni.

## Titoli in palio
Per la terza volta, sono stati assegnati 20 titoli nel totale dell'esercizio (60 considerando anche le due specialità, lo strappo e lo slancio) in 10 categorie maschili e 10 femminili, sotto elencate.
Categorie maschili
| Categoria            | Eventi         | Atleti | Gruppi |
| -------------------- | -------------- | ------ | ------ |
| Pesi mosca           | Fino a 55 kg   | 9      | 1      |
| Pesi gallo           | Fino a 61 kg   | 10     | 1      |
| Pesi piuma           | Fino a 67 kg   | 11     | 1      |
| Pesi leggeri         | Fino a 73 kg   | 16     | 2      |
| Pesi medi            | Fino a 81 kg   | 14     | 2      |
| Pesi massimi leggeri | Fino a 89 kg   | 18     | 2      |
| Pesi mediomassimi    | Fino a 96 kg   | 19     | 2      |
| Pesi massimi primi   | Fino a 102 kg  | 16     | 2      |
| Pesi massimi         | Fino a 109 kg  | 16     | 2      |
| Pesi supermassimi    | Oltre i 109 kg | 15     | 2      |

Categorie femminili
| Categoria            | Eventi          | Atlete | Gruppi |
| -------------------- | --------------- | ------ | ------ |
| Pesi mosca           | Fino a 45 kg    | 7      | 1      |
| Pesi gallo           | Fino a 49 kg    | 9      | 1      |
| Pesi piuma           | Fino a 55 kg    | 19     | 2      |
| Pesi leggeri         | Fino a 59 kg    | 20     | 2      |
| Pesi medi            | Fino a 64 kg    | 25     | 3      |
| Pesi massimi leggeri | Fino a 71 kg    | 18     | 2      |
| Pesi mediomassimi    | Fino a 76 kg    | 16     | 2      |
| Pesi massimi primi   | Fino a 81 kg    | 14     | 2      |
| Pesi massimi         | Fino a 87 kg    | 10     | 1      |
| Pesi supermassimi    | Oltre gli 87 kg | 7      | 1      |

## Calendario eventi
Le venti gare, ciascuna suddivisa in gruppi da uno a tre, sono distribuite su nove giorni. Per le procedure dovute alla pandemia di COVID-19 non si tiene la verifica del peso dell'atleta e vi sono pause di due ore tra le gare per la ventilazione e sanificazione di ambienti e attrezzature.
| Giorno→ Categoria ↓ | Sa 28 | Do 29 | Lu 30 | Ma 31 | Me 1 | Gi 2 | Ve 3 | Sa 4 | Do 5 |
| ------------------- | ----- | ----- | ----- | ----- | ---- | ---- | ---- | ---- | ---- |
| 55 kg               |       | ●     |       |       |      |      |      |      |      |
| 61 kg               |       | ●     |       |       |      |      |      |      |      |
| 67 kg               |       |       | ●     |       |      |      |      |      |      |
| 73 kg               |       |       |       | ●     |      |      |      |      |      |
| 81 kg               |       |       |       |       | ●    |      |      |      |      |
| 89 kg               |       |       |       |       |      | ●    |      |      |      |
| 96 kg               |       |       |       |       |      |      | ●    |      |      |
| 102 kg              |       |       |       |       |      |      |      | ●    |      |
| 109 kg              |       |       |       |       |      |      |      | ●    |      |
| +109 kg             |       |       |       |       |      |      |      |      | ●    |

| Giorno→ Categoria ↓ | Sa 28 | Do 29 | Lu 30 | Ma 31 | Me 1 | Gi 2 | Ve 3 | Sa 4 | Do 5 |
| ------------------- | ----- | ----- | ----- | ----- | ---- | ---- | ---- | ---- | ---- |
| 45 kg               | ●     |       |       |       |      |      |      |      |      |
| 49 kg               | ●     |       |       |       |      |      |      |      |      |
| 55 kg               |       | ●     |       |       |      |      |      |      |      |
| 59 kg               |       |       | ●     |       |      |      |      |      |      |
| 64 kg               |       |       |       | ●     |      |      |      |      |      |
| 71 kg               |       |       |       |       | ●    |      |      |      |      |
| 76 kg               |       |       |       |       |      | ●    |      |      |      |
| 81 kg               |       |       |       |       |      |      | ●    |      |      |
| 87 kg               |       |       |       |       |      |      |      | ●    |      |
| +87 kg              |       |       |       |       |      |      |      |      | ●    |

## Nazioni partecipanti

### Iscritte
Il 28 marzo 2022 è stata diffusa la lista degli iscritti, per un totale di 426 partecipanti (209 atleti e 217 atlete, comprese le riserve) rappresentanti di 40 nazioni. Inizialmente erano iscritti anche gli atleti bielorussi. Il 4 marzo 2022 Russia e Bielorussia furono sospese dall'IWF a seguito dell'invasione russa dell'Ucraina.
- Albania (17)
- Armenia (16)
- Austria (4)
- Azerbaigian (1)
- Belgio (7)
- Bielorussia (23)
- Bosnia ed Erzegovina (3)
- Bulgaria (18)
- Cipro (1)
- Croazia (6)
- Danimarca (13)
- Estonia (2)
- Finlandia (18)
- Francia (13)
- Georgia (16)
- Germania (10)
- Grecia (15)
- Irlanda (5)
- Islanda (5)
- Israele (12)
- Italia (15)
- Kosovo (2)
- Lettonia (5)
- Lituania (8)
- Lussemburgo (1)
- Malta (3)
- Moldavia (16)
- Norvegia (9)
- Paesi Bassi (11)
- Polonia (18)
- Regno Unito (18)
- Rep. Ceca (19)
- Serbia (2)
- Slovacchia (12)
- Slovenia (1)
- Spagna (18)
- Svezia (10)
- Svizzera (2)
- Turchia (40)
- Ucraina (27)
- Ungheria (7)

### Effettive
Le nazioni che hanno partecipato ai campionati furono 39 per un totale di 289 partecipanti (144 atleti e 145 atlete). Tra parentesi i partecipanti per nazione. Rispetto alle iscrizioni, si ritira Cipro.
- Albania (12)
- Armenia (13)
- Austria (4)
- Azerbaigian (1)
- Belgio (4)
- Bosnia ed Erzegovina (3)
- Bulgaria (13)
- Croazia (6)
- Danimarca (12)
- Estonia (2)
- Finlandia (9)
- Francia (5)
- Georgia (11)
- Germania (8)
- Grecia (4)
- Irlanda (5)
- Islanda (2)
- Israele (5)
- Italia (7)
- Kosovo (2)
- Lettonia (5)
- Lituania (5)
- Lussemburgo (1)
- Malta (1)
- Moldavia (12)
- Norvegia (9)
- Paesi Bassi (10)
- Polonia (11)
- Regno Unito (16)
- Rep. Ceca (15)
- Serbia (2)
- Slovacchia (12)
- Slovenia (1)
- Spagna (12)
- Svezia (6)
- Svizzera (2)
- Turchia (18)
- Ucraina (18)
- Ungheria (5)

## Risultati

### Categorie maschili
| Evento       | Oro                   | Oro    | Argento             | Argento | Bronzo                | Bronzo |
| ------------ | --------------------- | ------ | ------------------- | ------- | --------------------- | ------ |
| 55 kg        |                       |        |                     |         |                       |        |
| Strappo      | Josué Brachi          | 115 kg | Goderdzi Berdelidze | 114 kg  | Angel Rusev           | 113 kg |
| Slancio      | Angel Rusev           | 144 kg | Josué Brachi        | 141 kg  | Dmytro Voronovs'kyj   | 134 kg |
| Totale       | Angel Rusev           | 257 kg | Josué Brachi        | 256 kg  | Dmytro Voronovs'kyj   | 242 kg |
| 61 kg        |                       |        |                     |         |                       |        |
| Strappo      | Ivan Dimov            | 135 kg | Simon Brandhuber    | 134 kg  | Ferdi Hardal          | 131 kg |
| Slancio      | Gabriel Marinov       | 157 kg | Jon Luke Mau        | 156 kg  | Simon Brandhuber      | 152 kg |
| Totale       | Ivan Dimov            | 286 kg | Simon Brandhuber    | 286 kg  | Gabriel Marinov       | 279 kg |
| 67 kg        |                       |        |                     |         |                       |        |
| Strappo      | Shota Mishvelidze     | 142 kg | Valentin Genčev     | 139 kg  | Acorán Hernández      | 138 kg |
| Slancio      | Valentin Genčev       | 175 kg | Yusuf Fehmi Genç    | 167 kg  | Shota Mishvelidze     | 165 kg |
| Totale       | Valentin Genčev       | 314 kg | Shota Mishvelidze   | 307 kg  | Acorán Hernández      | 299 kg |
| 73 kg        |                       |        |                     |         |                       |        |
| Strappo      | Erkand Qerimaj        | 150 kg | Kakhi Asanidze      | 150 kg  | Muhammed Furkan Özbek | 149 kg |
| Slancio      | Muhammed Furkan Özbek | 190 kg | Piotr Kudłaszyk     | 181 kg  | Kakhi Asanidze        | 176 kg |
| Totale       | Muhammed Furkan Özbek | 339 kg | Kakhi Asanidze      | 326 kg  | Piotr Kudłaszyk       | 324 kg |
| 81 kg        |                       |        |                     |         |                       |        |
| Strappo      | Andrés Mata           | 160 kg | Rafik Harutyunyan   | 160 kg  | Božidar Andreev       | 153 kg |
| Slancio      | Rafik Harutyunyan     | 194 kg | Božidar Andreev     | 190 kg  | Andrés Mata           | 186 kg |
| Totale       | Rafik Harutyunyan     | 354 kg | Andrés Mata         | 346 kg  | Božidar Andreev       | 343 kg |
| 89 kg        |                       |        |                     |         |                       |        |
| Strappo      | Antonino Pizzolato    | 175 kg | Andranik Karapetyan | 174 kg  | Karlos Nasar          | 171 kg |
| Slancio      | Antonino Pizzolato    | 217 kg | Karlos Nasar        | 211 kg  | Cristiano Ficco       | 206 kg |
| Totale       | Antonino Pizzolato    | 392 kg | Karlos Nasar        | 382 kg  | Revaz Davitadze       | 369 kg |
| 96 kg        |                       |        |                     |         |                       |        |
| Strappo      | Davit Hovhannisyan    | 171 kg | Ara Aghanyan        | 170 kg  | Tudor Bratu           | 165 kg |
| Slancio      | Romain Imadouchène    | 210 kg | Maksym Dombrovskyi  | 207 kg  | Davit Hovhannisyan    | 206 kg |
| Totale       | Davit Hovhannisyan    | 377 kg | Ara Aghanyan        | 375 kg  | Romain Imadouchène    | 370 kg |
| 102 kg       |                       |        |                     |         |                       |        |
| Strappo      | David Fišerov         | 177 kg | Marcos Ruiz         | 176 kg  | Samvel Gasparyan      | 176 kg |
| Slancio      | David Fišerov         | 215 kg | Samvel Gasparyan    | 214 kg  | Marcos Ruiz           | 208 kg |
| Totale       | David Fišerov         | 392 kg | Samvel Gasparyan    | 390 kg  | Marcos Ruiz           | 384 kg |
| 109 kg       |                       |        |                     |         |                       |        |
| Strappo      | Hristo Hristov        | 180 kg | Giorgi Chkheidze    | 174 kg  | Sargis Martirosjan    | 172 kg |
| Slancio      | Hristo Hristov        | 211 kg | Giorgi Chkheidze    | 210 kg  | Onur Demirci          | 202 kg |
| Totale       | Hristo Hristov        | 391 kg | Giorgi Chkheidze    | 384 kg  | Arsen Martirosyan     | 371 kg |
| Oltre 109 kg |                       |        |                     |         |                       |        |
| Strappo      | Lasha Talakhadze      | 217 kg | Varazdat Lalayan    | 211 kg  | Gor Minasyan          | 210 kg |
| Slancio      | Lasha Talakhadze      | 245 kg | Varazdat Lalayan    | 240 kg  | Jiří Orság            | 237 kg |
| Totale       | Lasha Talakhadze      | 462 kg | Varazdat Lalayan    | 451 kg  | Gor Minasyan          | 446 kg |

### Categorie femminili
| Evento      | Oro                  | Oro    | Argento                | Argento | Bronzo                | Bronzo |
| ----------- | -------------------- | ------ | ---------------------- | ------- | --------------------- | ------ |
| 45 kg       |                      |        |                        |         |                       |        |
| Strappo     | Şaziye Erdoğan       | 73 kg  | Teodora-Luminița Hîncu | 68 kg   | Radmila Zagorac       | 68 kg  |
| Slancio     | Şaziye Erdoğan       | 90 kg  | Cansu Bektaş           | 85 kg   | Radmila Zagorac       | 84 kg  |
| Totale      | Şaziye Erdoğan       | 163 kg | Cansu Bektaş           | 153 kg  | Radmila Zagorac       | 152 kg |
| 49 kg       |                      |        |                        |         |                       |        |
| Strappo     | Anhelina Lomačyns'ka | 80 kg  | Giulia Imperio         | 79 kg   | María Giménez-Guervós | 72 kg  |
| Slancio     | Giulia Imperio       | 92 kg  | María Giménez-Guervós  | 91 kg   | Anhelina Lomačyns'ka  | 87 kg  |
| Totale      | Giulia Imperio       | 171 kg | Anhelina Lomačyns'ka   | 167 kg  | María Giménez-Guervós | 163 kg |
| 55 kg       |                      |        |                        |         |                       |        |
| Strappo     | Evagjelia Veli       | 95 kg  | Kamila Konotop         | 94 kg   | Nina Sterckx          | 94 kg  |
| Slancio     | Kamila Konotop       | 113 kg | Evagjelia Veli         | 113 kg  | Nina Sterckx          | 111 kg |
| Totale      | Evagjelia Veli       | 208 kg | Kamila Konotop         | 207 kg  | Nina Sterckx          | 205 kg |
| 59 kg       |                      |        |                        |         |                       |        |
| Strappo     | Lucrezia Magistris   | 98 kg  | Dora Tchakounté        | 96 kg   | Sofia Georgopoulou    | 94 kg  |
| Slancio     | Ine Andersson        | 118 kg | Dora Tchakounté        | 117 kg  | Lucrezia Magistris    | 114 kg |
| Totale      | Dora Tchakounté      | 213 kg | Lucrezia Magistris     | 212 kg  | Ine Andersson         | 208 kg |
| 64 kg       |                      |        |                        |         |                       |        |
| Strappo     | Marija Hanhur        | 102 kg | Nuray Güngör           | 99 kg   | Daniela Gherman       | 96 kg  |
| Slancio     | Nuray Güngör         | 120 kg | Berfin Altun           | 120 kg  | Marija Hanhur         | 120 kg |
| Totale      | Marija Hanhur        | 222 kg | Nuray Güngör           | 219 kg  | Vicky Graillot        | 208 kg |
| 71 kg       |                      |        |                        |         |                       |        |
| Strappo     | Lisa Schweizer       | 103 kg | Monika Marach          | 99 kg   | Aysel Özkan           | 98 kg  |
| Slancio     | Patricia Strenius    | 130 kg | Line Ravn Gude         | 121 kg  | Lisa Schweizer        | 120 kg |
| Totale      | Patricia Strenius    | 224 kg | Lisa Schweizer         | 223 kg  | Monika Marach         | 215 kg |
| 76 kg       |                      |        |                        |         |                       |        |
| Strappo     | Marie Fegue          | 110 kg | Maria Kireva           | 104 kg  | Tat‘ev Hakobyan       | 104 kg |
| Slancio     | Marie Fegue          | 135 kg | Daniela Ivanova        | 126 kg  | Dilara Uçan           | 121 kg |
| Totale      | Marie Fegue          | 245 kg | Daniela Ivanova        | 222 kg  | Dilara Uçan           | 220 kg |
| 81 kg       |                      |        |                        |         |                       |        |
| Strappo     | Iryna Decha          | 116 kg | Alina Maruščak         | 108 kg  | Nina Schroth          | 101 kg |
| Slancio     | Iryna Decha          | 137 kg | Dilara Narin           | 133 kg  | Alina Maruščak        | 127 kg |
| Totale      | Iryna Decha          | 253 kg | Alina Maruščak         | 235 kg  | Dilara Narin          | 232 kg |
| 87 kg       |                      |        |                        |         |                       |        |
| Strappo     | Solfrid Koanda       | 109 kg | Anastasija Manjevs'ka  | 107 kg  | Anastasija Hotfrid    | 106 kg |
| Slancio     | Solfrid Koanda       | 143 kg | Anastasija Manjevs'ka  | 130 kg  | Elena Cîlcic          | 129 kg |
| Totale      | Solfrid Koanda       | 252 kg | Anastasija Manjevs'ka  | 237 kg  | Anastasija Hotfrid    | 235 kg |
| Oltre 87 kg |                      |        |                        |         |                       |        |
| Strappo     | Emily Campbell       | 118 kg | Melike Günal           | 108 kg  | Sarah Fischer         | 102 kg |
| Slancio     | Emily Campbell       | 153 kg | Melike Günal           | 134 kg  | Sarah Fischer         | 128 kg |
| Totale      | Emily Campbell       | 271 kg | Melike Günal           | 242 kg  | Sarah Fischer         | 230 kg |

## Medagliere

### Grandi (totale)
Riferito al totale dell'esercizio: 18 nazioni sono entrate nel medagliere.
| Posiz. | Nazione     | Oro | Argento | Bronzo | Totale |
| ------ | ----------- | --- | ------- | ------ | ------ |
| 1      | Bulgaria    | 5   | 1       | 2      | 8      |
| 2      | Ucraina     | 2   | 4       | 1      | 7      |
| 3      | Turchia     | 2   | 3       | 2      | 7      |
| 3      | Armenia     | 2   | 3       | 2      | 7      |
| 5      | Italia      | 2   | 1       | 0      | 3      |
| 6      | Francia     | 2   | 0       | 2      | 4      |
| 7      | Georgia     | 1   | 3       | 2      | 6      |
| 8      | Norvegia    | 1   | 0       | 1      | 2      |
| 9      | Albania     | 1   | 0       | 0      | 1      |
| 9      | Regno Unito | 1   | 0       | 0      | 1      |
| 9      | Svezia      | 1   | 0       | 0      | 1      |
| 12     | Spagna      | 0   | 2       | 3      | 5      |
| 13     | Germania    | 0   | 2       | 0      | 2      |
| 14     | Lettonia    | 0   | 1       | 0      | 1      |
| 15     | Polonia     | 0   | 0       | 2      | 2      |
| 16     | Austria     | 0   | 0       | 1      | 1      |
| 16     | Belgio      | 0   | 0       | 1      | 1      |
| 16     | Serbia      | 0   | 0       | 1      | 1      |
| Totale | Totale      | 20  | 20      | 20     | 60     |

### Grandi (totale) e Piccole (Strappo e Slancio)
Riferito al totale dell'esercizio e delle due specialità: 22 nazioni sono entrate nel medagliere.
| Posiz. | Nazione     | Oro | Argento | Bronzo | Totale |
| ------ | ----------- | --- | ------- | ------ | ------ |
| 1      | Bulgaria    | 13  | 5       | 5      | 23     |
| 2      | Ucraina     | 7   | 9       | 5      | 21     |
| 3      | Turchia     | 6   | 10      | 7      | 23     |
| 4      | Italia      | 6   | 2       | 2      | 10     |
| 5      | Francia     | 5   | 2       | 2      | 9      |
| 6      | Armenia     | 4   | 9       | 6      | 19     |
| 7      | Georgia     | 4   | 7       | 5      | 16     |
| 8      | Norvegia    | 4   | 0       | 1      | 5      |
| 9      | Albania     | 3   | 1       | 0      | 4      |
| 10     | Regno Unito | 3   | 0       | 0      | 3      |
| 11     | Spagna      | 2   | 5       | 7      | 14     |
| 12     | Svezia      | 2   | 0       | 1      | 3      |
| 13     | Germania    | 1   | 4       | 3      | 8      |
| 14     | Polonia     | 0   | 2       | 2      | 4      |
| 15     | Lettonia    | 0   | 2       | 0      | 2      |
| 16     | Moldavia    | 0   | 1       | 2      | 3      |
| 17     | Danimarca   | 0   | 1       | 0      | 1      |
| 18     | Austria     | 0   | 0       | 4      | 4      |
| 19     | Belgio      | 0   | 0       | 3      | 3      |
| 19     | Serbia      | 0   | 0       | 3      | 3      |
| 21     | Rep. Ceca   | 0   | 0       | 1      | 1      |
| 21     | Grecia      | 0   | 0       | 1      | 1      |
| Totale | Totale      | 60  | 60      | 60     | 120    |

## Classifica a squadre

### Sistema di punteggio
Il sistema di punteggio è indicato dalla sommatoria dell'esercizio totale e delle due specialità in base allo schema adottato nel 1996:

### Categorie maschili
| Pos. | Squadra              | Punti |
| ---- | -------------------- | ----- |
| 1    | Bulgaria             | 746   |
| 2    | Armenia              | 667   |
| 3    | Georgia              | 647   |
| 4    | Rep. Ceca            | 535   |
| 5    | Polonia              | 378   |
| 6    | Turchia              | 370   |
| 7    | Ucraina              | 344   |
| 8    | Regno Unito          | 339   |
| 9    | Spagna               | 330   |
| 10   | Albania              | 320   |
| 11   | Moldavia             | 280   |
| 12   | Germania             | 272   |
| 13   | Lettonia             | 231   |
| 14   | Slovacchia           | 217   |
| 15   | Italia               | 210   |
| 16   | Lituania             | 137   |
| 17   | Danimarca            | 120   |
| 18   | Austria              | 116   |
| 19   | Israele              | 116   |
| 20   | Finlandia            | 94    |
| 21   | Croazia              | 88    |
| 22   | Norvegia             | 85    |
| 23   | Bosnia ed Erzegovina | 80    |
| 24   | Irlanda              | 76    |
| 25   | Francia              | 70    |
| 26   | Paesi Bassi          | 66    |
| 27   | Kosovo               | 66    |
| 28   | Serbia               | 58    |
| 29   | Grecia               | 53    |
| 30   | Ungheria             | 51    |
| 31   | Svizzera             | 41    |
| 32   | Estonia              | 36    |
| 33   | Svezia               | 31    |
| 34   | Azerbaigian          | 22    |

### Categorie femminili
| Pos. | Squadra              | Punti |
| ---- | -------------------- | ----- |
| 1    | Turchia              | 690   |
| 2    | Ucraina              | 686   |
| 3    | Regno Unito          | 381   |
| 4    | Norvegia             | 379   |
| 5    | Danimarca            | 363   |
| 6    | Spagna               | 356   |
| 7    | Moldavia             | 315   |
| 8    | Francia              | 283   |
| 9    | Paesi Bassi          | 267   |
| 10   | Svezia               | 251   |
| 11   | Finlandia            | 248   |
| 12   | Polonia              | 235   |
| 13   | Slovacchia           | 214   |
| 14   | Ungheria             | 202   |
| 15   | Rep. Ceca            | 200   |
| 16   | Belgio               | 172   |
| 17   | Israele              | 166   |
| 18   | Italia               | 157   |
| 19   | Armenia              | 151   |
| 20   | Grecia               | 151   |
| 21   | Germania             | 140   |
| 22   | Albania              | 139   |
| 23   | Bulgaria             | 138   |
| 24   | Lituania             | 119   |
| 25   | Irlanda              | 115   |
| 26   | Austria              | 112   |
| 27   | Croazia              | 111   |
| 28   | Islanda              | 100   |
| 29   | Lettonia             | 70    |
| 30   | Serbia               | 69    |
| 31   | Georgia              | 68    |
| 32   | Lussemburgo          | 60    |
| 33   | Bosnia ed Erzegovina | 57    |
| 34   | Estonia              | 56    |
| 35   | Svizzera             | 53    |
| 36   | Slovenia             | 34    |
| 37   | Malta                | 27    |

## Gare maschili

### 55 kg maschili
| Pos. | Atleta                    | Gruppo | Peso atleta | Strappo (kg) | Strappo (kg) | Strappo (kg) | Strappo (kg) | Slancio (kg) | Slancio (kg) | Slancio (kg) | Slancio (kg) | Totale |
| Pos. | Atleta                    | Gruppo | Peso atleta | 1            | 2            | 3            | Pos.         | 1            | 2            | 3            | Pos.         | Totale |
| ---- | ------------------------- | ------ | ----------- | ------------ | ------------ | ------------ | ------------ | ------------ | ------------ | ------------ | ------------ | ------ |
|      | Angel Rusev (BUL)         | A      | 55.00       | 108          | 111          | 113          |              | 138          | 144          | 148          |              | 257    |
|      | Josué Brachi (ESP)        | A      | 55.00       | 112          | 115          | 117          |              | 135          | 139          | 141          |              | 256    |
|      | Dmytro Voronovskyi (UKR)  | A      | 55.00       | 108          | 112          | 112          | 5            | 133          | 134          | 140          |              | 242    |
| 4    | Deniz Danev (BUL)         | A      | 55.00       | 90           | 93           | 95           | 6            | 110          | 120          | 125          | 4            | 220    |
| 5    | Iulian Betca (MDA)        | A      | 55.00       | 88           | 92           | 95           | 7            | 105          | 109          | 112          | 5            | 204    |
| 6    | Alexandr Džobák (CZE)     | A      | 55.00       | 81           | 86           | 86           | 8            | 100          | 106          | 110          | 6            | 196    |
| —    | Goderdzi Berdelidze (GEO) | A      | 55.00       | 111          | 114          | 114          |              | 134          | 134          | 134          | —            | —      |
| —    | Muammer Şahin (TUR)       | A      | 55.00       | 108          | 109          | 113          | 4            | —            | —            | —            | —            | —      |
| —    | Muhammet Akkaya (TUR)     | A      | 55.00       | 103          | 103          | 103          | —            | 120          | —            | —            | —            | —      |

### 61 kg maschili
| Pos. | Atleta                     | Gruppo | Peso atleta | Strappo (kg) | Strappo (kg) | Strappo (kg) | Strappo (kg) | Slancio (kg) | Slancio (kg) | Slancio (kg) | Slancio (kg) | Totale |
| Pos. | Atleta                     | Gruppo | Peso atleta | 1            | 2            | 3            | Pos.         | 1            | 2            | 3            | Pos.         | Totale |
| ---- | -------------------------- | ------ | ----------- | ------------ | ------------ | ------------ | ------------ | ------------ | ------------ | ------------ | ------------ | ------ |
|      | Ivan Dimov (BUL)           | A      | 61.00       | 130          | 133          | 135          |              | 151          | 156          | 156          | 4            | 286    |
|      | Simon Brandhuber (GER)     | A      | 61.00       | 128          | 132          | 134          |              | 148          | 152          | 155          |              | 286    |
|      | Gabriel Marinov (BUL)      | A      | 61.00       | 116          | 119          | 122          | 6            | 151          | 157          | 157          |              | 279    |
| 4    | Ramini Shamilishvili (GEO) | A      | 61.00       | 121          | 126          | 127          | 4            | 145          | 151          | 156          | 5            | 278    |
| 5    | Jon Luke Mau (GER)         | A      | 61.00       | 118          | 121          | 123          | 7            | 156          | 156          | 159          |              | 277    |
| 6    | Kaan Kahriman (TUR)        | A      | 61.00       | 122          | 126          | 129          | 5            | 136          | 140          | 145          | 6            | 271    |
| 7    | Daniel Lungu (MDA)         | A      | 61.00       | 121          | 121          | 125          | 8            | 135          | 140          | 140          | 8            | 256    |
| 8    | Mateus Caci (ALB)          | A      | 61.00       | 108          | 110          | 111          | 9            | 132          | 136          | 137          | 7            | 248    |
| 9    | František Polák (CZE)      | A      | 61.00       | 100          | 105          | 110          | 10           | 130          | 130          | 137          | 9            | 240    |
| —    | Ferdi Hardal (TUR)         | A      | 61.00       | 128          | 131          | 133          |              | 156          | 156          | 156          | —            | —      |

### 67 kg maschili
| Pos. | Atleta                   | Gruppo | Peso atleta | Strappo (kg) | Strappo (kg) | Strappo (kg) | Strappo (kg) | Slancio (kg) | Slancio (kg) | Slancio (kg) | Slancio (kg) | Totale |
| Pos. | Atleta                   | Gruppo | Peso atleta | 1            | 2            | 3            | Pos.         | 1            | 2            | 3            | Pos.         | Totale |
| ---- | ------------------------ | ------ | ----------- | ------------ | ------------ | ------------ | ------------ | ------------ | ------------ | ------------ | ------------ | ------ |
|      | Valentin Genčev (BUL)    | A      | 67.00       | 133          | 136          | 139          |              | 169          | 175          | 180          |              | 314    |
|      | Shota Mishvelidze (GEO)  | A      | 67.00       | 135          | 139          | 142          |              | 164          | 165          | 165          |              | 307    |
|      | Acorán Hernández (ESP)   | A      | 67.00       | 133          | 136          | 138          |              | 157          | 157          | 161          | 5            | 299    |
| 4    | Goga Chkheidze (GEO)     | A      | 67.00       | 131          | 134          | 137          | 4            | 155          | 159          | 163          | 6            | 296    |
| 5    | Yusuf Fehmi Genç (TUR)   | A      | 67.00       | 125          | 129          | 129          | 7            | 161          | 164          | 167          |              | 292    |
| 6    | Petr Petrov (CZE)        | A      | 67.00       | 127          | 130          | 135          | 5            | 156          | 161          | 166          | 4            | 291    |
| 7    | Kacper Urban (POL)       | A      | 67.00       | 123          | 127          | 131          | 6            | 145          | 151          | 155          | 7            | 278    |
| 8    | Victor Moroșanu (MDA)    | A      | 67.00       | 120          | 125          | 128          | 8            | 140          | 145          | 145          | 10           | 265    |
| 9    | Herlsjon Ismailanj (ALB) | A      | 67.00       | 118          | 118          | 122          | 10           | 141          | 145          | 148          | 8            | 263    |
| 10   | Marek Komorowski (POL)   | A      | 67.00       | 117          | 120          | 123          | 9            | 141          | 141          | 141          | 9            | 261    |
| 11   | Faris Durak (BIH)        | A      | 67.00       | 85           | 85           | 91           | 11           | 107          | 113          | 115          | 11           | 198    |

### 73 kg maschili
| Pos. | Atleta                      | Gruppo | Peso atleta | Strappo (kg) | Strappo (kg) | Strappo (kg) | Strappo (kg) | Slancio (kg) | Slancio (kg) | Slancio (kg) | Slancio (kg) | Totale |
| Pos. | Atleta                      | Gruppo | Peso atleta | 1            | 2            | 3            | Pos.         | 1            | 2            | 3            | Pos.         | Totale |
| ---- | --------------------------- | ------ | ----------- | ------------ | ------------ | ------------ | ------------ | ------------ | ------------ | ------------ | ------------ | ------ |
|      | Muhammed Furkan Özbek (TUR) | A      | 73.00       | 145          | 148          | 149          |              | 178          | 181          | 190          |              | 339    |
|      | Kakhi Asanidze (GEO)        | A      | 73.00       | 144          | 150          | 150          |              | 172          | 176          | 179          |              | 326    |
|      | Piotr Kudłaszyk (POL)       | A      | 73.00       | 139          | 143          | 145          | 7            | 176          | 181          | 181          |              | 324    |
| 4    | Mirko Zanni (ITA)           | A      | 73.00       | 145          | 150          | 151          | 5            | 172          | 173          | 173          | 6            | 318    |
| 5    | Max Lang (GER)              | A      | 73.00       | 143          | 143          | 146          | 8            | 175          | 180          | 180          | 4            | 318    |
| 6    | Ritvars Suharevs (LAT)      | A      | 73.00       | 145          | 150          | 151          | 4            | 172          | 177          | 180          | 7            | 317    |
| 7    | Batu Han Yüksel (TUR)       | A      | 73.00       | 141          | 144          | 146          | 9            | 173          | 178          | 178          | 5            | 314    |
| 8    | Sebastián Cabala (SVK)      | B      | 73.00       | 133          | 136          | 136          | 10           | 160          | 167          | 170          | 8            | 306    |
| 9    | Jonathan Chin (GBR)         | B      | 73.00       | 120          | 124          | 128          | 13           | 156          | 160          | 163          | 9            | 287    |
| 10   | Mikey Farmer (GBR)          | B      | 73.00       | 128          | 132          | 132          | 12           | 158          | 158          | 162          | 10           | 286    |
| 11   | Petr Stránský (CZE)         | B      | 73.00       | 126          | 129          | 132          | 11           | 146          | 150          | —            | 12           | 275    |
| 12   | Daniel Roness (NOR)         | B      | 73.00       | 115          | 119          | 122          | 14           | 146          | 152          | 158          | 11           | 273    |
| —    | Erkand Qerimaj (ALB)        | B      | 73.00       | 150          | 150          | 150          |              | 174          | 174          | 174          | —            | —      |
| —    | Roberto Gutu (GER)          | A      | 73.00       | 140          | 144          | 146          | 6            | 170          | 170          | 170          | —            | —      |
| —    | Briken Calja (ALB)          | A      | 73.00       | 151          | 151          | 151          | —            | —            | —            | —            | —            | —      |
| —    | Vitalii Smochek (UKR)       | B      | 73.00       | 135          | 135          | 135          | —            | —            | —            | —            | —            | —      |

### 81 kg maschili
| Pos. | Atleta                  | Gruppo | Peso atleta | Strappo (kg) | Strappo (kg) | Strappo (kg) | Strappo (kg) | Slancio (kg) | Slancio (kg) | Slancio (kg) | Slancio (kg) | Totale |
| Pos. | Atleta                  | Gruppo | Peso atleta | 1            | 2            | 3            | Pos.         | 1            | 2            | 3            | Pos.         | Totale |
| ---- | ----------------------- | ------ | ----------- | ------------ | ------------ | ------------ | ------------ | ------------ | ------------ | ------------ | ------------ | ------ |
|      | Rafik Harutyunyan (ARM) | A      | 81.00       | 155          | 155          | 160          |              | 187          | 194          | –            |              | 354    |
|      | Andrés Mata (ESP)       | A      | 81.00       | 155          | 160          | 162          |              | 186          | 191          | 193          |              | 346    |
|      | Božidar Andreev (BUL)   | A      | 81.00       | 150          | 153          | 153          |              | 185          | 190          | 195          |              | 343    |
| 4    | Karen Margaryan (ARM)   | A      | 81.00       | 152          | 156          | 156          | 4            | 185          | 190          | 192          | 4            | 337    |
| 5    | Petr Mareček (CZE)      | A      | 81.00       | 142          | 147          | 151          | 5            | 173          | 178          | 186          | 5            | 325    |
| 6    | Chris Murray (GBR)      | A      | 81.00       | 137          | 140          | 143          | 6            | 173          | 177          | 180          | 6            | 320    |
| 7    | Kristi Ramadani (ALB)   | A      | 81.00       | 138          | 141          | 142          | 7            | 168          | 173          | 175          | 7            | 306    |
| 8    | Hmayak Misakyan (AUT)   | B      | 81.00       | 132          | 136          | 140          | 8            | 157          | 157          | 162          | 8            | 293    |
| 9    | Goran Ćetković (CRO)    | B      | 81.00       | 120          | 125          | 130          | 9            | 150          | 155          | 164          | 9            | 285    |
| 10   | Eoin Kealy (IRL)        | B      | 81.00       | 119          | 122          | 125          | 11           | 153          | 153          | 158          | 10           | 275    |
| 11   | Omar Khathiri (NED)     | B      | 81.00       | 115          | 120          | 123          | 10           | 145          | 147          | 150          | 11           | 273    |
| 12   | Drin Cakaj (KOS)        | B      | 81.00       | 80           | 80           | 85           | 12           | 105          | 110          | 112          | 12           | 197    |
| —    | Marin Robu (MDA)        | A      | 81.00       | 160          | —            | —            | —            | —            | —            | —            | —            | —      |
| —    | Daniel Godelli (ALB)    | A      | 81.00       | 150          | 151          | 151          | —            | —            | —            | —            | —            | —      |

### 89 kg maschili
| Pos. | Atleta                    | Gruppo | Peso atleta | Strappo (kg) | Strappo (kg) | Strappo (kg) | Strappo (kg) | Slancio (kg) | Slancio (kg) | Slancio (kg) | Slancio (kg) | Totale   |
| Pos. | Atleta                    | Gruppo | Peso atleta | 1            | 2            | 3            | Pos.         | 1            | 2            | 3            | Pos.         | Totale   |
| ---- | ------------------------- | ------ | ----------- | ------------ | ------------ | ------------ | ------------ | ------------ | ------------ | ------------ | ------------ | -------- |
|      | Antonino Pizzolato (ITA)  | A      | 89.00       | 170          | 170          | 175          |              | 210          | 212          | 217          |              | 392      |
|      | Karlos Nasar (BUL)        | A      | 89.00       | 171          | 175          | 175          |              | 203          | 211          | 217          |              | 382      |
|      | Revaz Davitadze (GEO)     | A      | 89.00       | 167          | 171          | 171          | 4            | 198          | 198          | 202          | 4            | 369      |
| 4    | Cristiano Ficco (ITA)     | A      | 89.00       | 160          | 168          | 168          | 8            | 200          | 206          | 210          |              | 366      |
| 5    | Andranik Karapetyan (ARM) | A      | 89.00       | 168          | 174          | 178          |              | 191          | 196          | 196          | 5            | 365      |
| 6    | Ruslan Kozhakin (UKR)     | A      | 89.00       | 155          | 159          | 162          | 5            | 185          | 190          | 191          | 7            | 353      |
| 7    | Artūrs Vasiļonoks (LAT)   | A      | 89.00       | 149          | 154          | 157          | 10           | 183          | 190          | 191          | 6            | 348      |
| 8    | Theodoros Iakovidis (GRE) | A      | 89.00       | 150          | 154          | 158          | 9            | 180          | 180          | 188          | 8            | 346      |
| 9    | Raphael Friedrich (GER)   | B      | 89.00       | 153          | 157          | 160          | 6            | 180          | 185          | 185          | 10           | 345      |
| 10   | Patryk Bęben (POL)        | B      | 89.00       | 146          | 150          | 152          | 12           | 180          | 186          | 190          | 9            | 336      |
| 11   | Omed Alam (DEN)           | B      | 89.00       | 147          | 147          | 151          | 11           | 180          | 184          | 185          | 11           | 331      |
| 12   | Irmantas Kačinskas (LTU)  | B      | 89.00       | 141          | 146          | 150          | 14           | 170          | 177          | 185          | 12           | 323      |
| 13   | Martín Liste (ESP)        | B      | 89.00       | 147          | 147          | 147          | 13           | 175          | 175          | 175          | 14           | 322      |
| 14   | Leho Pent (EST)           | B      | 89.00       | 145          | 145          | 145          | 15           | 166          | 175          | 180          | 13           | 320      |
| 15   | Peter Polaček (SVK)       | B      | 89.00       | 135          | 140          | 142          | 16           | 169          | 174          | 177          | 14           | 314      |
| 16   | Seán Brown (IRL)          | B      | 89.00       | 140          | 140          | 144          | 17           | 168          | 172          | 175          | 16           | 312      |
| —    | Vardan Manukyan (ARM)     | A      | 89.00       | 160          | 165          | 165          | 7            | 200          | 200          | 200          | —            | —        |
| —    | Amar Music (CRO)          | A      | ritirato    | ritirato     | ritirato     | ritirato     | ritirato     | ritirato     | ritirato     | ritirato     | ritirato     | ritirato |

### 96 kg maschili
| Pos. | Atleta                    | Gruppo | Peso atleta | Strappo (kg) | Strappo (kg) | Strappo (kg) | Strappo (kg) | Slancio (kg) | Slancio (kg) | Slancio (kg) | Slancio (kg) | Totale |
| Pos. | Atleta                    | Gruppo | Peso atleta | 1            | 2            | 3            | Pos.         | 1            | 2            | 3            | Pos.         | Totale |
| ---- | ------------------------- | ------ | ----------- | ------------ | ------------ | ------------ | ------------ | ------------ | ------------ | ------------ | ------------ | ------ |
|      | Davit Hovhannisyan (ARM)  | A      | 96.00       | 167          | 171          | 173          |              | 202          | 203          | 206          |              | 377    |
|      | Ara Aghanyan (ARM)        | A      | 96.00       | 160          | 165          | 170          |              | 200          | 205          | 208          | 4            | 375    |
|      | Romain Imadouchène (FRA)  | A      | 96.00       | 150          | 160          | 165          | 7            | 205          | 206          | 210          |              | 370    |
| 4    | Maksym Dombrovskyi (UKR)  | A      | 96.00       | 157          | 162          | 165          | 6            | 195          | 200          | 207          |              | 369    |
| 5    | Tudor Bratu (MDA)         | A      | 96.00       | 160          | 165          | 167          |              | 196          | 201          | 203          | 6            | 361    |
| 6    | Bartłomiej Adamus (POL)   | A      | 96.00       | 160          | 163          | 166          | 4            | 197          | 197          | 202          | 5            | 360    |
| 7    | Irakli Gobejishvili (GEO) | A      | 96.00       | 157          | 162          | 166          | 5            | 186          | 186          | 196          | 11           | 348    |
| 8    | Armands Mežinskis (LAT)   | A      | 96.00       | 151          | 156          | 156          | 9            | 190          | 193          | 195          | 7            | 346    |
| 9    | Cyrille Tchatchet (GBR)   | A      | 96.00       | 148          | 152          | 156          | 8            | 185          | 190          | 190          | 8            | 342    |
| 10   | Jakub Michalski (POL)     | A      | 96.00       | 143          | 143          | 143          | 13           | 182          | 182          | 187          | 9            | 330    |
| 11   | Karol Samko (SVK)         | B      | 96.00       | 134          | 137          | 140          | 17           | 185          | 186          | 191          | 10           | 323    |
| 12   | Yannick Tschan (SUI)      | B      | 96.00       | 141          | 144          | 147          | 12           | 178          | 178          | 185          | 13           | 322    |
| 13   | Tomas Ličinchai (LTU)     | B      | 96.00       | 141          | 141          | 141          | 14           | 170          | 175          | 178          | 14           | 319    |
| 14   | Simon Darville (DEN)      | B      | 96.00       | 135          | 140          | 145          | 11           | 173          | 178          | 179          | 15           | 318    |
| 15   | Martin Štreichl (CZE)     | B      | 96.00       | 134          | 138          | 142          | 15           | 174          | 174          | 179          | 12           | 317    |
| 16   | Ermand Tabaku (ALB)       | B      | 96.00       | 145          | 145          | 148          | 10           | 170          | 175          | 177          | 17           | 315    |
| 17   | Viktor Ostrovský (SVK)    | B      | 96.00       | 133          | 137          | 140          | 16           | 167          | 172          | 176          | 16           | 309    |
| 18   | Bleron Latifi (KOS)       | B      | 96.00       | 90           | 90           | 95           | 18           | 105          | 110          | 110          | 18           | 200    |
| —    | Anton Serdiukov (UKR)     | A      | 96.00       | —            | —            | —            | —            | —            | —            | —            | —            | —      |

### 102 kg maschili
| Pos. | Atleta                    | Gruppo | Peso atleta | Strappo (kg) | Strappo (kg) | Strappo (kg) | Strappo (kg) | Slancio (kg) | Slancio (kg) | Slancio (kg) | Slancio (kg) | Totale   |
| Pos. | Atleta                    | Gruppo | Peso atleta | 1            | 2            | 3            | Pos.         | 1            | 2            | 3            | Pos.         | Totale   |
| ---- | ------------------------- | ------ | ----------- | ------------ | ------------ | ------------ | ------------ | ------------ | ------------ | ------------ | ------------ | -------- |
|      | David Fischerov (BUL)     | A      | 102.00      | 170          | 175          | 177          |              | 209          | 212          | 215          |              | 392      |
|      | Samvel Gasparyan (ARM)    | A      | 102.00      | 172          | 176          | 176          |              | 208          | 211          | 214          |              | 390      |
|      | Marcos Ruiz (ESP)         | A      | 102.00      | 168          | 173          | 176          |              | 203          | 208          | 212          |              | 384      |
| 4    | Irakli Chkheidze (GEO)    | A      | 102.00      | 163          | 168          | 171          | 6            | 202          | 209          | 210          | 5            | 373      |
| 5    | Vasil Marinov (BUL)       | A      | 102.00      | 167          | 167          | 172          | 5            | 200          | 208          | 210          | 7            | 372      |
| 6    | Artūrs Plēsnieks (LAT)    | A      | 102.00      | 163          | 163          | 163          | 7            | 203          | 203          | 203          | 4            | 366      |
| 7    | Artur Mugurdumov (ISR)    | B      | 102.00      | 153          | 157          | 160          | 10           | 192          | 197          | 200          | 6            | 360      |
| 8    | Yevhenii Yantsevich (UKR) | B      | 102.00      | 158          | 162          | 162          | 8            | 186          | 191          | 195          | 11           | 353      |
| 9    | Tudor Ciobanu (MDA)       | A      | 102.00      | 155          | 160          | 160          | 11           | 192          | 197          | 197          | 10           | 352      |
| 10   | Paweł Szmeja (POL)        | A      | 102.00      | 161          | 161          | 166          | 9            | 190          | 195          | 197          | 12           | 351      |
| 11   | Ilia Moskalenko (UKR)     | B      | 102.00      | 150          | 155          | 160          | 12           | 195          | 200          | 206          | 8            | 350      |
| 12   | Roni Peltonen (FIN)       | B      | 102.00      | 140          | 144          | 144          | 13           | 180          | 180          | 190          | 13           | 320      |
| 13   | Jacob Diakovasilis (DEN)  | B      | 102.00      | 135          | 135          | 140          | 14           | 170          | 176          | 182          | 14           | 316      |
| —    | Stefan Ågren (SWE)        | B      | 102.00      | 152          | 152          | 152          | —            | 181          | 191          | 192          | 9            | —        |
| —    | Dadash Dadashbayli (AZE)  | A      | 102.00      | 172          | 176          | 178          | 4            | —            | —            | —            | —            | —        |
| —    | Matthaeus Hoffmann (GER)  | A      | ritirato    | ritirato     | ritirato     | ritirato     | ritirato     | ritirato     | ritirato     | ritirato     | ritirato     | ritirato |

### 109 kg maschili
| Pos. | Atleta                       | Gruppo | Peso atleta | Strappo (kg) | Strappo (kg) | Strappo (kg) | Strappo (kg) | Slancio (kg) | Slancio (kg) | Slancio (kg) | Slancio (kg) | Totale   |
| Pos. | Atleta                       | Gruppo | Peso atleta | 1            | 2            | 3            | Pos.         | 1            | 2            | 3            | Pos.         | Totale   |
| ---- | ---------------------------- | ------ | ----------- | ------------ | ------------ | ------------ | ------------ | ------------ | ------------ | ------------ | ------------ | -------- |
|      | Hristo Hristov (BUL)         | A      | 109.00      | 175          | 180          | 182          |              | 206          | 206          | 211          |              | 391      |
|      | Giorgi Chkheidze (GEO)       | A      | 109.00      | 167          | 171          | 174          |              | 205          | 210          | 218          |              | 384      |
|      | Arsen Martirosyan (ARM)      | A      | 109.00      | 170          | 170          | 174          | 4            | 201          | 210          | –            | 4            | 371      |
| 4    | Onur Demirci (TUR)           | A      | 109.00      | 156          | 161          | 161          | 8            | 195          | 202          | 206          |              | 358      |
| 5    | Sargis Martirosjan (AUT)     | A      | 109.00      | 167          | 167          | 172          |              | 179          | 179          | 185          | 8            | 357      |
| 6    | Arnas Šidiškis (LTU)         | B      | 109.00      | 150          | 155          | 160          | 6            | 185          | 190          | 190          | 6            | 350      |
| 7    | Hannes Keskitalo (FIN)       | A      | 109.00      | 145          | 150          | 155          | 12           | 200          | 206          | 207          | 5            | 350      |
| 8    | Josef Kolář (CZE)            | B      | 109.00      | 148          | 152          | 156          | 10           | 180          | 186          | 186          | 7            | 338      |
| 9    | Albert Meta (ALB)            | B      | 109.00      | 148          | 152          | 153          | 9            | 172          | 176          | 180          | 10           | 333      |
| 10   | Radoslav Tatarčík (SVK)      | A      | 109.00      | 161          | 164          | 165          | 5            | 170          | 174          | 174          | 12           | 331      |
| 11   | Andrew Griffiths (GBR)       | A      | 109.00      | 152          | 156          | 156          | 11           | 177          | 177          | 177          | 11           | 329      |
| 12   | Arnošt Vogel (CZE)           | B      | 109.00      | 137          | 142          | 146          | 14           | 173          | 180          | 181          | 9            | 327      |
| 13   | Ardit Onuzi (ALB)            | B      | 109.00      | 150          | 156          | 160          | 7            | 165          | 165          | 171          | 13           | 321      |
| 14   | Mak Numić (BIH)              | B      | 109.00      | 110          | 110          | 120          | 15           | 140          | 150          | 155          | 14           | 270      |
| —    | Jan Marek Trebichavský (SVK) | B      | 109.00      | 145          | 146          | 149          | 13           | 173          | 173          | 173          | —            | —        |
| —    | Jordan Sakkas (GBR)          | B      | ritirato    | ritirato     | ritirato     | ritirato     | ritirato     | ritirato     | ritirato     | ritirato     | ritirato     | ritirato |

### Oltre 109 kg maschili
| Pos. | Atleta                    | Gruppo | Peso atleta | Strappo (kg) | Strappo (kg) | Strappo (kg) | Strappo (kg) | Slancio (kg) | Slancio (kg) | Slancio (kg) | Slancio (kg) | Totale |
| Pos. | Atleta                    | Gruppo | Peso atleta | 1            | 2            | 3            | Pos.         | 1            | 2            | 3            | Pos.         | Totale |
| ---- | ------------------------- | ------ | ----------- | ------------ | ------------ | ------------ | ------------ | ------------ | ------------ | ------------ | ------------ | ------ |
|      | Lasha Talakhadze (GEO)    | A      | +109.00     | 208          | 212          | 217          |              | 245          | 253          | —            |              | 462    |
|      | Varazdat Lalayan (ARM)    | A      | +109.00     | 203          | 211          | 211          |              | 240          | 252          | 252          |              | 451    |
|      | Gor Minasyan (ARM)        | A      | +109.00     | 202          | 210          | 210          |              | 236          | 245          | 245          | 4            | 446    |
| 4    | Kamil Kučera (CZE)        | A      | +109.00     | 176          | 180          | 184          | 5            | 225          | 231          | 237          | 5            | 415    |
| 5    | Jiří Orság (CZE)          | A      | +109.00     | 169          | 172          | 176          | 9            | 225          | 235          | 237          |              | 409    |
| 6    | David Litvinov (ISR)      | A      | +109.00     | 178          | 182          | 186          | 4            | 207          | 215          | 220          | 7            | 406    |
| 7    | Tamaš Kajdoči (SRB)       | A      | +109.00     | 170          | 177          | 183          | 7            | 217          | 226          | 226          | 6            | 403    |
| 8    | Péter Nagy (HUN)          | A      | +109.00     | 165          | 172          | 172          | 11           | 205          | 211          | 211          | 8            | 376    |
| 9    | Oleh Hanzenko (UKR)       | A      | +109.00     | 175          | 175          | 180          | 8            | 200          | 210          | —            | 9            | 375    |
| 10   | Gordon Shaw (GBR)         | B      | +109.00     | 157          | 163          | 169          | 10           | 188          | 188          | 196          | 10           | 365    |
| 11   | Kim Eirik Tollefsen (NOR) | B      | +109.00     | 155          | 160          | 164          | 12           | 195          | 200          | 200          | 11           | 355    |
| 12   | Mackenzie Middleton (GBR) | B      | +109.00     | 150          | 155          | 157          | 13           | 185          | 193          | 195          | 13           | 342    |
| 13   | Križan Rajić (CRO)        | B      | +109.00     | 140          | 140          | 140          | 14           | 165          | 175          | 175          | 14           | 305    |
| —    | Hampus Lithén (SWE)       | B      | +109.00     | 150          | 150          | 150          | —            | 190          | 200          | 207          | 12           | —      |
| —    | Enzo Kuworge (NED)        | A      | +109.00     | 178          | 181          | 183          | 6            | 230          | 230          | 230          | —            | —      |

## Gare femminili

### 45 kg femminili
| Pos. | Atleta                       | Gruppo | Peso atleta | Strappo (kg) | Strappo (kg) | Strappo (kg) | Strappo (kg) | Slancio (kg) | Slancio (kg) | Slancio (kg) | Slancio (kg) | Totale |
| Pos. | Atleta                       | Gruppo | Peso atleta | 1            | 2            | 3            | Pos.         | 1            | 2            | 3            | Pos.         | Totale |
| ---- | ---------------------------- | ------ | ----------- | ------------ | ------------ | ------------ | ------------ | ------------ | ------------ | ------------ | ------------ | ------ |
|      | Şaziye Erdoğan (TUR)         | A      | 45.00       | 71           | 73           | 75           |              | 88           | 90           | —            |              | 163    |
|      | Cansu Bektaş (TUR)           | A      | 45.00       | 65           | 65           | 68           | 4            | 83           | 85           | 85           |              | 153    |
|      | Radmila Zagorac (SRB)        | A      | 45.00       | 66           | 68           | 70           |              | 80           | 82           | 84           |              | 152    |
| 4    | Teodora-Luminița Hîncu (MDA) | A      | 45.00       | 65           | 68           | 70           |              | 80           | 81           | 83           | 4            | 151    |
| 5    | Ecaterina Grabucea (MDA)     | A      | 45.00       | 60           | 63           | 65           | 5            | 80           | 82           | 84           | 5            | 145    |
| 6    | Sonja Koponen (FIN)          | A      | 45.00       | 61           | 61           | 64           | 6            | 73           | 76           | 77           | 6            | 138    |
| 7    | Nejla Kalača (BIH)           | A      | 45.00       | 40           | 42           | 44           | 7            | 51           | 51           | 51           | 7            | 98     |

### 49 kg femminili
| Pos. | Atleta                      | Gruppo | Peso atleta | Strappo (kg) | Strappo (kg) | Strappo (kg) | Strappo (kg) | Slancio (kg) | Slancio (kg) | Slancio (kg) | Slancio (kg) | Totale |
| Pos. | Atleta                      | Gruppo | Peso atleta | 1            | 2            | 3            | Pos.         | 1            | 2            | 3            | Pos.         | Totale |
| ---- | --------------------------- | ------ | ----------- | ------------ | ------------ | ------------ | ------------ | ------------ | ------------ | ------------ | ------------ | ------ |
|      | Giulia Imperio (ITA)        | A      | 49.00       | 79           | 79           | 81           |              | 92           | 100          | 104          |              | 171    |
|      | Anhelina Lomachynska (UKR)  | A      | 49.00       | 75           | 77           | 80           |              | 87           | 87           | 89           |              | 167    |
|      | María Giménez-Guervós (ESP) | A      | 49.00       | 72           | 72           | 74           |              | 86           | 88           | 91           |              | 163    |
| 4    | Olga Shapiro (ISR)          | A      | 49.00       | 67           | 70           | 73           | 4            | 80           | 83           | 83           | 5            | 153    |
| 5    | Rebecca Copeland (IRL)      | A      | 49.00       | 63           | 65           | 65           | 5            | 72           | 75           | 78           | 7            | 143    |
| 6    | Mara Strzykala (LUX)        | A      | 49.00       | 62           | 64           | 64           | 6            | 81           | 81           | 83           | 6            | 143    |
| 7    | Tihana Majer (CRO)          | A      | 49.00       | 53           | 57           | 61           | 8            | 73           | 77           | 77           | 8            | 138    |
| —    | Concordia Butnari (MDA)     | A      | 49.00       | 58           | 61           | 63           | 7            | 73           | 73           | 73           | —            | —      |
| —    | Nadezhda Nguen (BUL)        | A      | 49.00       | 66           | 66           | 66           | —            | 80           | 83           | 85           | 4            | —      |

### 55 kg femminili
| Pos. | Atleta                    | Gruppo | Peso atleta | Strappo (kg) | Strappo (kg) | Strappo (kg) | Strappo (kg) | Slancio (kg) | Slancio (kg) | Slancio (kg) | Slancio (kg) | Totale   |
| Pos. | Atleta                    | Gruppo | Peso atleta | 1            | 2            | 3            | Pos.         | 1            | 2            | 3            | Pos.         | Totale   |
| ---- | ------------------------- | ------ | ----------- | ------------ | ------------ | ------------ | ------------ | ------------ | ------------ | ------------ | ------------ | -------- |
|      | Evagjelia Veli (ALB)      | A      | 55.00       | 90           | 93           | 95           |              | 108          | 111          | 113          |              | 208      |
|      | Kamila Konotop (UKR)      | A      | 55.00       | 90           | 90           | 94           |              | 107          | 110          | 113          |              | 207      |
|      | Nina Sterckx (BEL)        | A      | 55.00       | 90           | 93           | 94           |              | 109          | 109          | 111          |              | 205      |
| 4    | Svitlana Samuliak (UKR)   | A      | 55.00       | 85           | 88           | 91           | 4            | 102          | 105          | 107          | 5            | 198      |
| 5    | Izabella Yaylyan (ARM)    | A      | 55.00       | 87           | 87           | 90           | 5            | 107          | 112          | 116          | 4            | 197      |
| 6    | Atenery Hernández (ESP)   | A      | 55.00       | 84           | 86           | 86           | 6            | 103          | 105          | 106          | 9            | 189      |
| 7    | Sarah Øvsthus (NOR)       | A      | 55.00       | 83           | 85           | 85           | 8            | 102          | 105          | 107          | 7            | 188      |
| 8    | Scheila Meister (SUI)     | A      | 55.00       | 81           | 84           | 84           | 9            | 101          | 104          | 106          | 8            | 185      |
| 9    | Duygu Alıcı (TUR)         | A      | 55.00       | 80           | 80           | 84           | 10           | 105          | 108          | 109          | 6            | 185      |
| 10   | Katrine Bruhn (DEN)       | A      | 55.00       | 77           | 81           | 84           | 7            | 100          | 105          | 105          | 10           | 184      |
| 11   | Rebekka Jacobsen (NOR)    | A      | 55.00       | 76           | 76           | 77           | 11           | 96           | 99           | 101          | 11           | 176      |
| 12   | Marlous Schuilwerve (NED) | A      | 55.00       | 70           | 75           | 77           | 12           | 88           | 91           | 93           | 14           | 166      |
| 13   | Roni Shaham (ISR)         | B      | 55.00       | 69           | 72           | 72           | 14           | 87           | 90           | 92           | 12           | 164      |
| 14   | Noorin Gulam (GBR)        | B      | 55.00       | 67           | 67           | 70           | 15           | 87           | 90           | 91           | 15           | 161      |
| 15   | Nastasja Štesl (SLO)      | B      | 55.00       | 72           | 75           | 75           | 13           | 86           | 88           | 90           | 16           | 160      |
| 16   | Veronika Hándlová (CZE)   | B      | 55.00       | 64           | 64           | 64           | 16           | 78           | 81           | 83           | 17           | 145      |
| 17   | Julia Ali Hasani (ALB)    | B      | 55.00       | 61           | 61           | 64           | 17           | 71           | 75           | 77           | 18           | 136      |
| —    | Laura Liukkonen (FIN)     | B      | 55.00       | 74           | 74           | 74           | —            | 91           | 94           | —            | 13           | —        |
| —    | Jennifer Lombardo (ITA)   | A      | ritirata    | ritirata     | ritirata     | ritirata     | ritirata     | ritirata     | ritirata     | ritirata     | ritirata     | ritirata |

### 59 kg femminili
| Pos. | Atleta                      | Gruppo | Peso atleta | Strappo (kg) | Strappo (kg) | Strappo (kg) | Strappo (kg) | Slancio (kg) | Slancio (kg) | Slancio (kg) | Slancio (kg) | Totale |
| Pos. | Atleta                      | Gruppo | Peso atleta | 1            | 2            | 3            | Pos.         | 1            | 2            | 3            | Pos.         | Totale |
| ---- | --------------------------- | ------ | ----------- | ------------ | ------------ | ------------ | ------------ | ------------ | ------------ | ------------ | ------------ | ------ |
|      | Dora Tchakounté (FRA)       | A      | 59.00       | 93           | 96           | 98           |              | 113          | 117          | 117          |              | 213    |
|      | Lucrezia Magistris (ITA)    | A      | 59.00       | 93           | 96           | 98           |              | 110          | 113          | 114          |              | 212    |
|      | Ine Andersson (NOR)         | A      | 59.00       | 88           | 90           | 92           | 4            | 115          | 118          | 120          |              | 208    |
| 4    | Sofia Georgopoulou (GRE)    | A      | 59.00       | 91           | 94           | 94           |              | 110          | 114          | 115          | 7            | 204    |
| 5    | Fraer Morrow (GBR)          | A      | 59.00       | 87           | 90           | 90           | 9            | 109          | 112          | 113          | 4            | 200    |
| 6    | Garance Rigaud (FRA)        | A      | 59.00       | 85           | 89           | 89           | 5            | 104          | 108          | 110          | 8            | 199    |
| 7    | Jessica Gordon Brown (GBR)  | A      | 59.00       | 87           | 90           | 90           | 8            | 107          | 110          | 110          | 10           | 194    |
| 8    | Monika Szymanek (POL)       | B      | 59.00       | 79           | 82           | 84           | 13           | 105          | 110          | 114          | 5            | 192    |
| 9    | Mouna Skandi (ESP)          | B      | 59.00       | 82           | 85           | 86           | 12           | 105          | 110          | 110          | 6            | 192    |
| 10   | Sol Anette Waaler (NOR)     | B      | 59.00       | 84           | 86           | 86           | 10           | 102          | 105          | 107          | 9            | 191    |
| 11   | Maria Kardara (GRE)         | B      | 59.00       | 88           | 88           | 88           | 7            | 95           | 100          | 103          | 13           | 188    |
| 12   | Hannah Crymble (IRL)        | B      | 59.00       | 81           | 83           | 83           | 11           | 98           | 101          | 104          | 12           | 184    |
| 13   | Amalie Løvind Årsten (DEN)  | B      | 59.00       | 78           | 82           | 83           | 14           | 98           | 102          | 103          | 11           | 181    |
| 14   | Belinda Bekker (NED)        | B      | 59.00       | 71           | 74           | 76           | 16           | 89           | 93           | 97           | 15           | 167    |
| 15   | Eliška Malcharcziková (CZE) | B      | 59.00       | 72           | 75           | 77           | 15           | 87           | 90           | 90           | 16           | 162    |
| 16   | Ivana Gorišek (CRO)         | B      | 59.00       | 71           | 73           | 73           | 17           | 85           | 88           | 88           | 17           | 158    |
| —    | Irene Martínez (ESP)        | B      | 59.00       | 88           | 91           | 91           | 6            | 97           | 97           | 97           | —            | —      |
| —    | Nathalie Lebbe (BEL)        | B      | 59.00       | 77           | 77           | 77           | —            | 93           | 96           | 96           | 14           | —      |
| —    | Saara Retulainen (FIN)      | A      | 59.00       | 92           | 92           | 92           | —            | —            | —            | —            | —            | —      |
| —    | Alessia Durante (ITA)       | A      | 59.00       | 90           | 90           | 90           | —            | 110          | —            | —            | —            | —      |

### 64 kg femminili
| Pos. | Atleta                         | Gruppo | Peso atleta | Strappo (kg) | Strappo (kg) | Strappo (kg) | Strappo (kg) | Slancio (kg) | Slancio (kg) | Slancio (kg) | Slancio (kg) | Totale |
| Pos. | Atleta                         | Gruppo | Peso atleta | 1            | 2            | 3            | Pos.         | 1            | 2            | 3            | Pos.         | Totale |
| ---- | ------------------------------ | ------ | ----------- | ------------ | ------------ | ------------ | ------------ | ------------ | ------------ | ------------ | ------------ | ------ |
|      | Mariia Hanhur (UKR)            | A      | 64.00       | 96           | 100          | 102          |              | 113          | 118          | 120          |              | 222    |
|      | Nuray Güngör (TUR)             | A      | 64.00       | 95           | 99           | 99           |              | 117          | 120          | 124          |              | 219    |
|      | Vicky Graillot (FRA)           | A      | 64.00       | 89           | 92           | 92           | 9            | 114          | 119          | 119          | 4            | 208    |
| 4    | Daniela Gherman (SWE)          | A      | 64.00       | 93           | 93           | 96           |              | 111          | 111          | 113          | 7            | 207    |
| 5    | Berfin Altun (TUR)             | A      | 64.00       | 83           | 83           | 86           | 12           | 117          | 120          | 123          |              | 206    |
| 6    | Aino Luostarinen (FIN)         | A      | 64.00       | 88           | 90           | 91           | 6            | 110          | 113          | 118          | 5            | 204    |
| 7    | Marit Årdalsbakke (NOR)        | A      | 64.00       | 90           | 93           | 95           | 4            | 106          | 109          | 109          | 9            | 202    |
| 8    | Ana De Gregorio (ESP)          | A      | 64.00       | 90           | 90           | 95           | 7            | 104          | 108          | 112          | 10           | 198    |
| 9    | Emilia Rechul (POL)            | A      | 64.00       | 81           | 84           | 86           | 11           | 106          | 110          | 110          | 8            | 196    |
| 10   | Garoa Martínez (ESP)           | A      | 64.00       | 83           | 88           | 90           | 8            | 105          | 105          | 109          | 14           | 195    |
| 11   | Katla Björk Ketilsdóttir (ISL) | A      | 64.00       | 82           | 86           | 88           | 10           | 101          | 104          | 106          | 11           | 194    |
| 12   | Beáta Jung (HUN)               | A      | 64.00       | 89           | 92           | 95           | 5            | 102          | 107          | 107          | 18           | 194    |
| 13   | Eleni Revenikioti (GRE)        | A      | 64.00       | 82           | 85           | 85           | 19           | 108          | 112          | 112          | 6            | 194    |
| 14   | Jennifer Tong (GBR)            | B      | 64.00       | 82           | 85           | 87           | 15           | 100          | 104          | 106          | 16           | 189    |
| 15   | Mariia Tymoshchuk (UKR)        | A      | 64.00       | 83           | 86           | 87           | 17           | 102          | 106          | 109          | 12           | 189    |
| 16   | Helena Rønnebæk (DEN)          | C      | 64.00       | 81           | 81           | 84           | 20           | 102          | 104          | 105          | 13           | 186    |
| 17   | Yasmin Zammit Stevens (MLT)    | C      | 64.00       | 82           | 85           | 85           | 14           | 100          | 100          | 103          | 20           | 185    |
| 18   | Myrthe Timmermans (NED)        | C      | 64.00       | 81           | 81           | 84           | 21           | 100          | 104          | 104          | 15           | 185    |
| 19   | Lucia Kršková (SVK)            | C      | 64.00       | 79           | 82           | 85           | 13           | 96           | 99           | 102          | 22           | 184    |
| 20   | Jannike Backstrom (FIN)        | B      | 64.00       | 80           | 83           | 85           | 16           | 100          | 100          | 104          | 21           | 183    |
| 21   | Nienke van Overveld (NED)      | C      | 64.00       | 75           | 78           | 82           | 24           | 103          | 103          | 107          | 17           | 181    |
| 22   | Julia Jordanger Loen (NOR)     | B      | 64.00       | 82           | 82           | 84           | 18           | 97           | 97           | 101          | 24           | 179    |
| 23   | Gillian Barry (IRL)            | C      | 64.00       | 77           | 77           | 77           | 25           | 98           | 101          | 103          | 19           | 178    |
| 24   | Natália Hušťavová (SVK)        | C      | 64.00       | 78           | 81           | 81           | 23           | 96           | 99           | 102          | 23           | 177    |
| —    | Amanda Poulsen (DEN)           | B      | 64.00       | 80           | 80           | 81           | 22           | —            | —            | —            | —            | —      |

### 71 kg femminili
| Pos. | Atleta                           | Gruppo | Peso atleta | Strappo (kg) | Strappo (kg) | Strappo (kg) | Strappo (kg) | Slancio (kg) | Slancio (kg) | Slancio (kg) | Slancio (kg) | Totale |
| Pos. | Atleta                           | Gruppo | Peso atleta | 1            | 2            | 3            | Pos.         | 1            | 2            | 3            | Pos.         | Totale |
| ---- | -------------------------------- | ------ | ----------- | ------------ | ------------ | ------------ | ------------ | ------------ | ------------ | ------------ | ------------ | ------ |
|      | Patricia Strenius (SWE)          | A      | 71.00       | 91           | 91           | 94           | 6            | 120          | 122          | 130          |              | 224    |
|      | Lisa Schweizer (GER)             | A      | 71.00       | 97           | 101          | 103          |              | 113          | 117          | 120          |              | 223    |
|      | Monika Marach (POL)              | A      | 71.00       | 94           | 96           | 99           |              | 113          | 116          | 118          | 6            | 215    |
| 4    | Aysel Özkan (TUR)                | A      | 71.00       | 95           | 98           | 102          |              | 115          | 118          | 118          | 7            | 213    |
| 5    | Gintarė Bražaitė (LTU)           | A      | 71.00       | 92           | 95           | 96           | 4            | 113          | 117          | 120          | 4            | 213    |
| 6    | Line Gude (DEN)                  | A      | 71.00       | 89           | 90           | 93           | 9            | 114          | 117          | 121          |              | 211    |
| 7    | Manon Angonese (BEL)             | A      | 71.00       | 90           | 93           | 95           | 5            | 112          | 115          | 115          | 10           | 207    |
| 8    | Lijana Jakaitė (LTU)             | A      | 71.00       | 92           | 94           | 94           | 7            | 113          | 116          | 116          | 9            | 207    |
| 9    | Eygló Fanndal Sturludóttir (ISL) | B      | 71.00       | 89           | 89           | 94           | 10           | 112          | 116          | 120          | 5            | 205    |
| 10   | Nina Rondziková (SVK)            | B      | 71.00       | 86           | 86           | 88           | 11           | 105          | 108          | 112          | 11           | 196    |
| 11   | Janette Ylisoini (FIN)           | A      | 71.00       | 86           | 86           | 86           | 12           | 107          | 111          | 112          | 12           | 193    |
| 12   | Victoria Hahn (AUT)              | B      | 71.00       | 85           | 88           | 90           | 8            | 102          | 102          | 105          | 15           | 192    |
| 13   | Ivana Horná (SVK)                | B      | 71.00       | 82           | 83           | 87           | 14           | 103          | 107          | 109          | 14           | 186    |
| 14   | Linda Keesman (NED)              | B      | 71.00       | 78           | 78           | 81           | 15           | 100          | 105          | 110          | 13           | 186    |
| 15   | Mette Pedersen (DEN)             | B      | 71.00       | 80           | 82           | 84           | 13           | 99           | 102          | 102          | 16           | 183    |
| 16   | Tia Sarah Tovarlaža (CRO)        | B      | 71.00       | 70           | 70           | 74           | 17           | 93           | 97           | 97           | 17           | 171    |
| 17   | Rebecca Oudheusden (NED)         | B      | 71.00       | 75           | 75           | 75           | 16           | 88           | 88           | 95           | 18           | 170    |
| —    | Erin Barton (GBR)                | A      | 71.00       | 86           | 86           | 86           | —            | 114          | 118          | 118          | 8            | —      |

### 76 kg femminili
| Pos. | Atleta                   | Gruppo | Peso atleta | Strappo (kg) | Strappo (kg) | Strappo (kg) | Strappo (kg) | Slancio (kg) | Slancio (kg) | Slancio (kg) | Slancio (kg) | Totale |
| Pos. | Atleta                   | Gruppo | Peso atleta | 1            | 2            | 3            | Pos.         | 1            | 2            | 3            | Pos.         | Totale |
| ---- | ------------------------ | ------ | ----------- | ------------ | ------------ | ------------ | ------------ | ------------ | ------------ | ------------ | ------------ | ------ |
|      | Marie Fegue (FRA)        | A      | 76.00       | 105          | 110          | 113          |              | 126          | 130          | 135          |              | 245    |
|      | Daniela Ivanova (LAT)    | A      | 76.00       | 91           | 94           | 96           | 6            | 121          | 126          | 128          |              | 222    |
|      | Dilara Uçan (TUR)        | A      | 76.00       | 93           | 96           | 99           | 4            | 121          | 125          | 125          |              | 220    |
| 4    | Maria Kireva (BUL)       | A      | 76.00       | 100          | 102          | 104          |              | 115          | 117          | 118          | 8            | 219    |
| 5    | Nicole Rubanovich (ISR)  | A      | 76.00       | 95           | 98           | 101          | 5            | 113          | 113          | 116          | 6            | 214    |
| 6    | Ilia Hernández (ESP)     | A      | 76.00       | 92           | 92           | 96           | 10           | 120          | 126          | 127          | 4            | 212    |
| 7    | Natalia Priscepa (MDA)   | B      | 76.00       | 92           | 95           | 95           | 7            | 111          | 115          | 115          | 7            | 210    |
| 8    | Nikki Löwik (NED)        | B      | 76.00       | 90           | 94           | 96           | 8            | 110          | 113          | 117          | 9            | 207    |
| 9    | Veronika Mitykó (HUN)    | A      | 76.00       | 94           | 98           | 99           | 9            | 104          | 108          | 111          | 12           | 205    |
| 10   | Jutta Selin (FIN)        | B      | 76.00       | 87           | 87           | 87           | 13           | 110          | 114          | 117          | 5            | 204    |
| 11   | Katrina Feklistova (GBR) | A      | 76.00       | 87           | 90           | 94           | 11           | 112          | 112          | 115          | 10           | 202    |
| 12   | Ecaterina Cîlcic (MDA)   | B      | 76.00       | 85           | 89           | 91           | 14           | 107          | 111          | 113          | 11           | 196    |
| 13   | Maya Nielsen (DEN)       | B      | 76.00       | 84           | 84           | 87           | 12           | 100          | 104          | 106          | 13           | 191    |
| 14   | Iris Dossche (BEL)       | B      | 76.00       | 80           | 82           | 85           | 15           | 95           | 97           | 101          | 14           | 183    |
| 15   | Arjeta Rade (ALB)        | B      | 76.00       | 75           | 75           | 80           | 16           | 90           | 95           | 100          | 15           | 175    |
| —    | Tatev Hakobyan (ARM)     | A      | 76.00       | 101          | 104          | 104          |              | 119          | 120          | 120          | —            | —      |

### 81 kg femminili
| Pos. | Atleta                             | Gruppo | Peso atleta | Strappo (kg) | Strappo (kg) | Strappo (kg) | Strappo (kg) | Slancio (kg) | Slancio (kg) | Slancio (kg) | Slancio (kg) | Totale |
| Pos. | Atleta                             | Gruppo | Peso atleta | 1            | 2            | 3            | Pos.         | 1            | 2            | 3            | Pos.         | Totale |
| ---- | ---------------------------------- | ------ | ----------- | ------------ | ------------ | ------------ | ------------ | ------------ | ------------ | ------------ | ------------ | ------ |
|      | Iryna Dekha (UKR)                  | A      | 81.00       | 110          | 114          | 116          |              | 130          | 134          | 137          |              | 253    |
|      | Alina Marushchak (UKR)             | A      | 81.00       | 108          | 112          | 113          |              | 127          | 134          | 137          |              | 235    |
|      | Dilara Narin (TUR)                 | A      | 81.00       | 96           | 99           | 102          | 4            | 125          | 129          | 133          |              | 232    |
| 4    | Weronika Zielińska-Stubińska (POL) | A      | 81.00       | 98           | 98           | 102          | 5            | 121          | 127          | 127          | 4            | 225    |
| 5    | Nina Schroth (GER)                 | A      | 81.00       | 98           | 101          | 103          |              | 117          | 121          | 121          | 6            | 218    |
| 6    | Ida Ronn (SWE)                     | A      | 81.00       | 90           | 95           | 99           | 6            | 115          | 121          | 126          | 5            | 216    |
| 7    | Clara Jul Andreasen (DEN)          | A      | 81.00       | 92           | 95           | 97           | 7            | 110          | 114          | 116          | 7            | 209    |
| 8    | Deborah Alawode (GBR)              | A      | 81.00       | 89           | 92           | 92           | 9            | 114          | 114          | 118          | 8            | 206    |
| 9    | Nikola Seničová (SVK)              | A      | 81.00       | 91           | 96           | 97           | 10           | 111          | 111          | 116          | 9            | 202    |
| 10   | Lenka Žembová (SVK)                | B      | 81.00       | 88           | 91           | 93           | 8            | 102          | 102          | 102          | 11           | 195    |
| 11   | Veronika Storm (DEN)               | B      | 81.00       | 85           | 88           | 89           | 11           | 102          | 107          | 111          | 10           | 192    |
| 12   | Simona Hertlová (CZE)              | B      | 81.00       | 80           | 83           | 86           | 13           | 95           | 99           | 99           | 13           | 182    |
| 13   | Simona Jeřábková (CZE)             | B      | 81.00       | 78           | 81           | 84           | 12           | 97           | 97           | 97           | 14           | 181    |
| 14   | Michelle Jacobs (NED)              | B      | 81.00       | 68           | 68           | 68           | 14           | 97           | 97           | 97           | 12           | 168    |

### 87 kg femminili
| Pos. | Atleta                      | Gruppo | Peso atleta | Strappo (kg) | Strappo (kg) | Strappo (kg) | Strappo (kg) | Slancio (kg) | Slancio (kg) | Slancio (kg) | Slancio (kg) | Totale |
| Pos. | Atleta                      | Gruppo | Peso atleta | 1            | 2            | 3            | Pos.         | 1            | 2            | 3            | Pos.         | Totale |
| ---- | --------------------------- | ------ | ----------- | ------------ | ------------ | ------------ | ------------ | ------------ | ------------ | ------------ | ------------ | ------ |
|      | Solfrid Koanda (NOR)        | A      | 87.00       | 103          | 107          | 109          |              | 133          | 138          | 143          |              | 252    |
|      | Anastasiia Manievska (UKR)  | A      | 87.00       | 104          | 107          | 107          |              | 126          | 126          | 130          |              | 237    |
|      | Anastasija Hotfrid (GEO)    | A      | 87.00       | 106          | 106          | 109          |              | 125          | 129          | 129          | 4            | 235    |
| 4    | Elena Cîlcic (MDA)          | A      | 87.00       | 103          | 103          | 103          | 5            | 125          | 129          | 133          |              | 232    |
| 5    | Hripsime Khurshudyan (ARM)  | A      | 87.00       | 102          | 105          | 108          | 4            | 122          | 122          | 127          | 5            | 227    |
| 6    | Valentyna Kisil (UKR)       | A      | 87.00       | 100          | 103          | 103          | 6            | 113          | 116          | 116          | 7            | 216    |
| 7    | Eliise Peterson (EST)       | A      | 87.00       | 90           | 90           | 95           | 9            | 110          | 116          | 120          | 6            | 206    |
| 8    | Viktória Boros (HUN)        | A      | 87.00       | 92           | 95           | 98           | 7            | 107          | 112          | 112          | 9            | 202    |
| 9    | Dzhesika Ivanova (BUL)      | A      | 87.00       | 88           | 91           | 92           | 10           | 110          | 110          | 115          | 8            | 198    |
| 10   | Paula Junhov Rindberg (SWE) | A      | 87.00       | 91           | 91           | 94           | 8            | 106          | 110          | 110          | 10           | 197    |

### Oltre 87 kg femminili
| Pos. | Atleta                  | Gruppo | Peso atleta | Strappo (kg) | Strappo (kg) | Strappo (kg) | Strappo (kg) | Slancio (kg) | Slancio (kg) | Slancio (kg) | Slancio (kg) | Totale |
| Pos. | Atleta                  | Gruppo | Peso atleta | 1            | 2            | 3            | Pos.         | 1            | 2            | 3            | Pos.         | Totale |
| ---- | ----------------------- | ------ | ----------- | ------------ | ------------ | ------------ | ------------ | ------------ | ------------ | ------------ | ------------ | ------ |
|      | Emily Campbell (GBR)    | A      | +87.00      | 110          | 114          | 118          |              | 142          | 148          | 153          |              | 271    |
|      | Melike Günal (TUR)      | A      | +87.00      | 102          | 105          | 108          |              | 125          | 130          | 134          |              | 242    |
|      | Sarah Fischer (AUT)     | A      | +87.00      | 97           | 100          | 102          |              | 128          | 131          | 135          |              | 230    |
| 4    | Aleyna Kaymaz (TUR)     | A      | +87.00      | 93           | 97           | 101          | 4            | 125          | 131          | 131          | 4            | 226    |
| 5    | Krystyna Borodina (UKR) | A      | +87.00      | 95           | 98           | 98           | 5            | 123          | 129          | 129          | 5            | 221    |
| 6    | Tereza Králová (CZE)    | A      | +87.00      | 80           | 84           | 87           | 6            | 100          | 105          | 113          | 6            | 200    |
| 7    | Barbara Gyürüs (HUN)    | A      | +87.00      | 78           | 81           | 84           | 7            | 98           | 101          | 109          | 7            | 185    |